# Rolls-Royce Silver Shadow
Rolls-Royce Silver Shadow – samochód osobowy klasy aut luksusowych produkowany przez brytyjską markę Rolls-Royce w latach 1965 – 1980.

## Historia i opis modelu

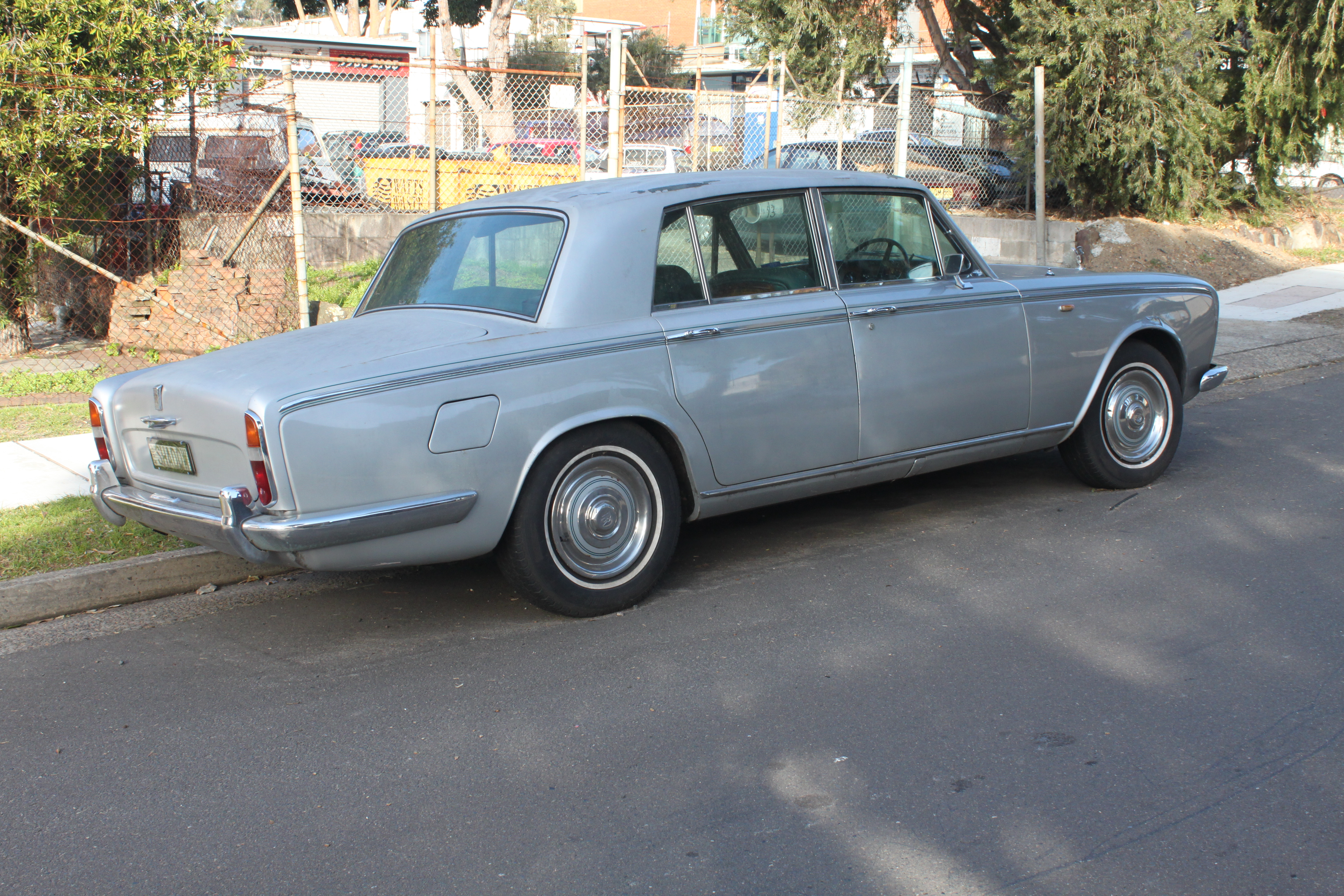
Rolls-Royce Silver Shadow - tył

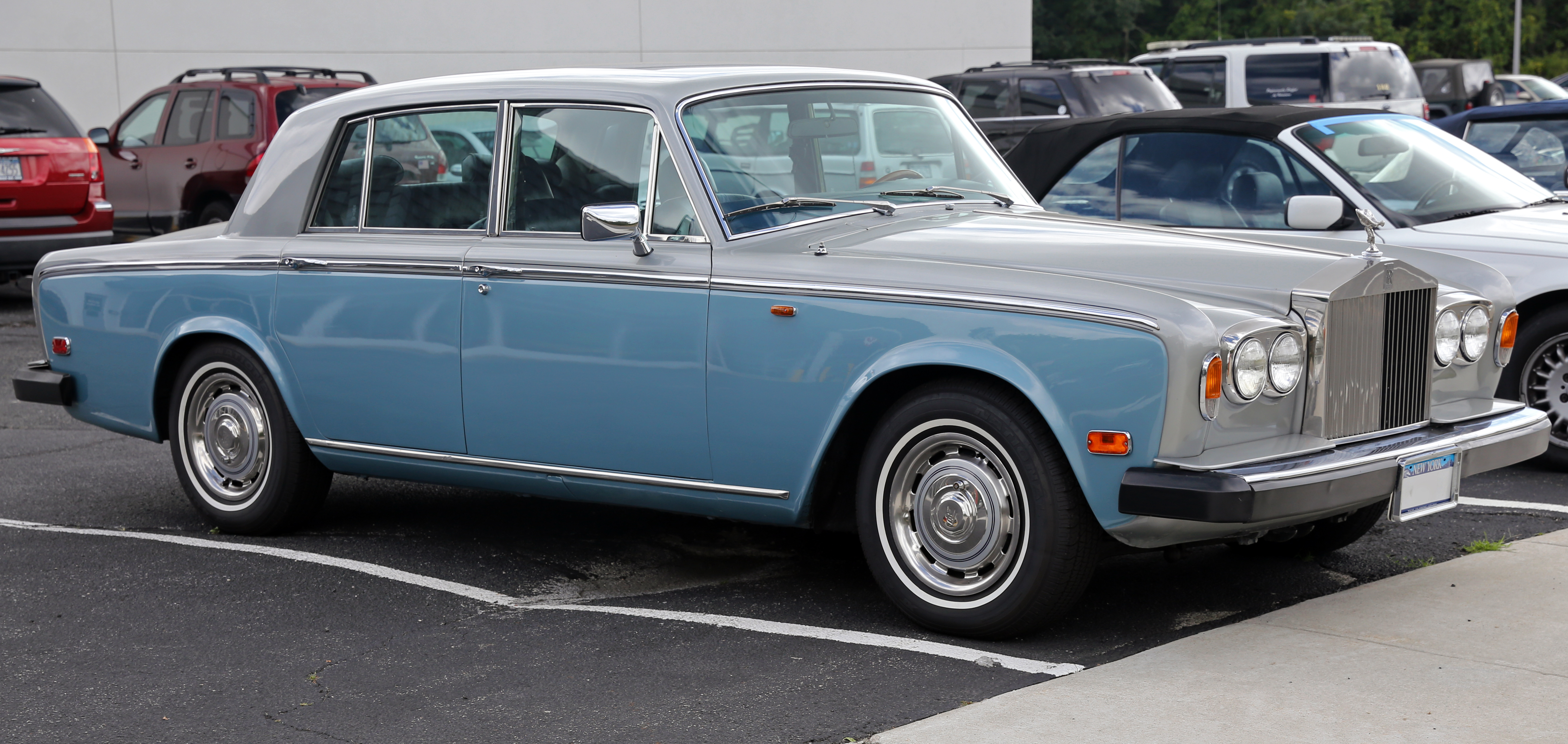
Rolls-Royce Silver Shadow po liftingu

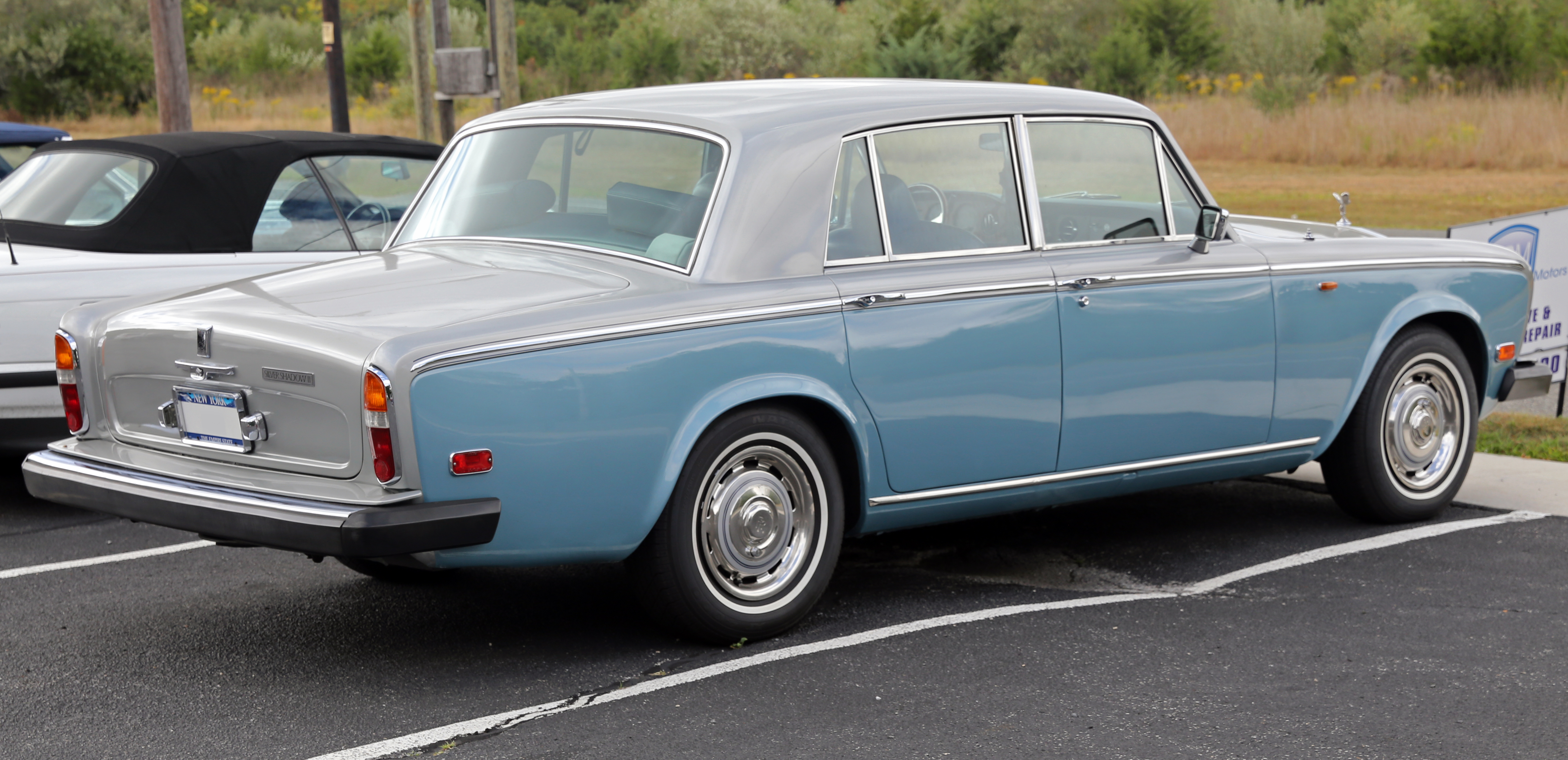
Rolls-Royce Silver Shadow - tył po liftingu

Dostępny jako: 4-drzwiowy sedan, 2-drzwiowe coupé oraz 2-drzwiowy kabriolet. Następca modelu Silver Cloud III. Do napędu używano silników V8, w pierwszych rocznikach miał on pojemność 6,2 litra, później zaś 6,75 l. Moc przenoszona była na oś tylną poprzez 4-biegową, a później 3-biegową automatyczną skrzynię biegów. Samochód został zastąpiony przez model Silver Spirit. Silver Shadow dostępny był także w wersji LWB (Long Wheelbase) o przedłużonym rozstawie osi. W plebiscycie na Europejski Samochód Roku 1966 samochód zajął 2. pozycję (za Renault 16).

### Produkcja[2]
| Typ                                    | okres     | liczba |
| -------------------------------------- | --------- | ------ |
| Rolls-Royce Silver Shadow I            | 1965-1977 | 16717  |
| Rolls-Royce Silver Shadow I LWB        | 1969-1977 | 2776   |
| Rolls-Royce Silver Shadow I Coupès     | 1966-1971 | 606    |
| Rolls-Royce Silver Shadow I Drop Heads | 1967-1971 | 505    |
| Rolls-Royce Silver Shadow II           | 1977-1980 | 8425   |

### Dane techniczne
| Wersja                | Silnik:                   | Układ zasilania: | Śr. × skok tłoka:    | St. sprężania: | Moc maks: | Maks. moment obrotowy | Przyspieszenie 0-100 km/h: | Prędkość maksymalna: |
| --------------------- | ------------------------- | ---------------- | -------------------- | -------------- | --------- | --------------------- | -------------------------- | -------------------- |
| '66 Silver Shadow     | V8 6,2 l (6230 cm³), OHV  | gaźnik           | 104,10 mm × 91,40 mm | 9,0:1          | b/d       | b/d                   | 10,9 s                     | 193 km/h             |
| '77 Silver Shadow LWB | V8 6,75 l (6750 cm³), OHV | gaźnik           | 104,10 mm × 99,10 mm | 8,0:1          | b/d       | b/d                   | b/d                        | 190 km/h             |